# Eupithecia larentimima
Eupithecia larentimima là một loài bướm đêm trong họ Geometridae.